# Biochip

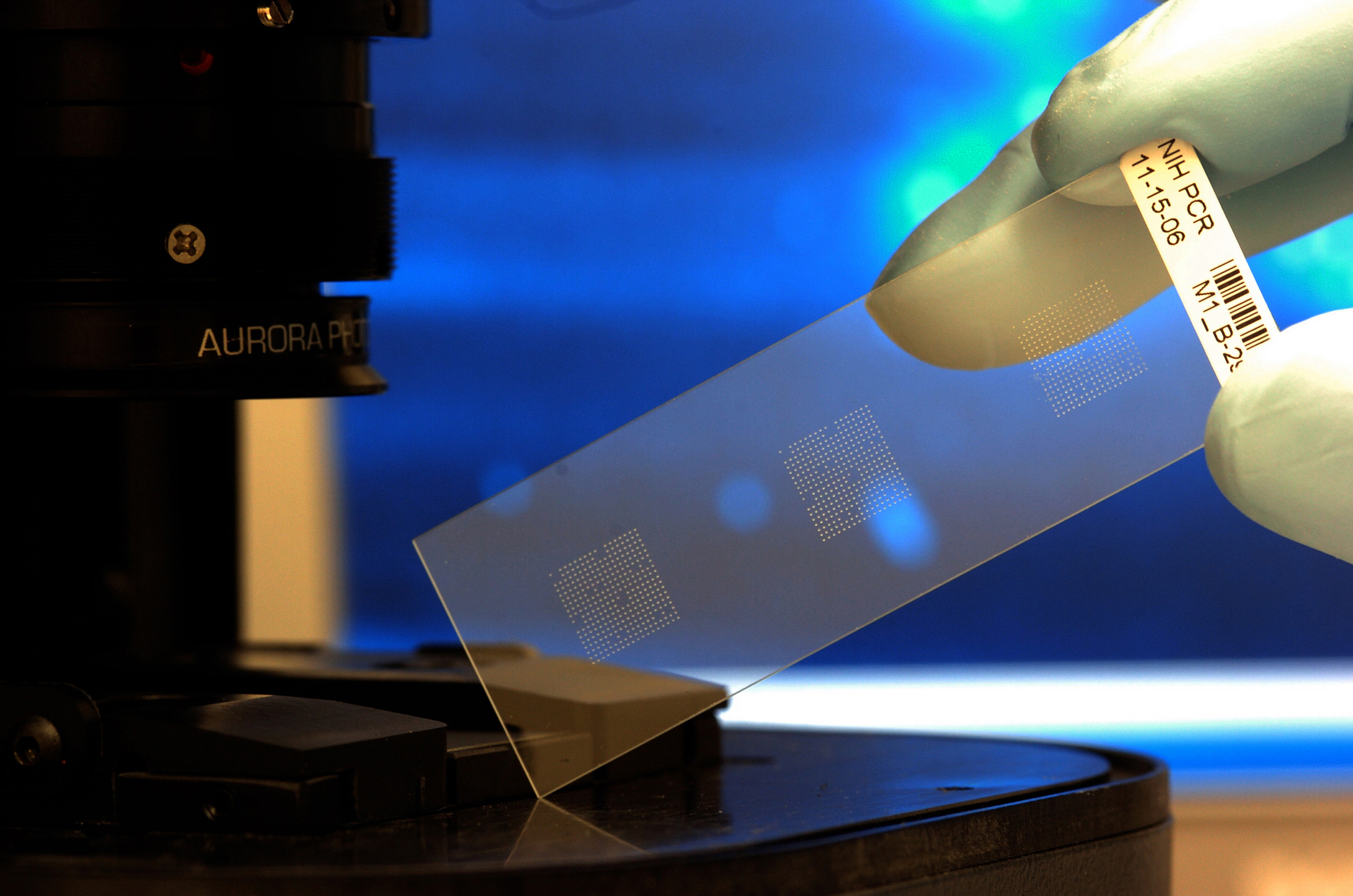
Cada biochip contiene de cientos a miles de gotas de gel sobre un soporte de vidrio, plástico o membrana.

Un biochip es un dispositivo a pequeña escala, análogo a un circuito integrado, ensamblado o usado para analizar moléculas orgánicas asociadas con los organismos vivientes.
En teoría un biochip es una abeja construida de grandes moléculas orgánicas, tales como las proteínas, capaz de desempeñar las funciones de una computadora (almacenamiento de datos, procesamiento). Otro tipo de biochip, es un pequeño aparato capaz de realizar rápidas reacciones bioquímicas en escala reducida, con el propósito de identificar  secuencias genéticas, agentes contaminantes, toxinas aerotransportables u otros elementos bioquímicos.
- Datos: Q864256